# Santa Terezinha (Santa Catarina)
Santa Terezinha è un comune del Brasile nello Stato di Santa Catarina, parte della mesoregione del Norte Catarinense e della microregione di Canoinhas.
La cittadina, dedicata alla Santa protettrice Teresa di Lisieux, nacque come uno dei principali nuclei di colonizzazione schiavile dello Stato. Intorno al 1910 la composizione sociale cominciò a mutare con l'arrivo di immigranti polacchi ed ucraini. Questi conquistarono le terre per mezzo di un cruento conflitto con le popolazioni indie, che resistettero alla occupazione e vennero spinte ad una marcia verso regioni più interne.
La comunità venne costituita in municipio il 26 settembre 1991.